# Claudine Françoise Mignot

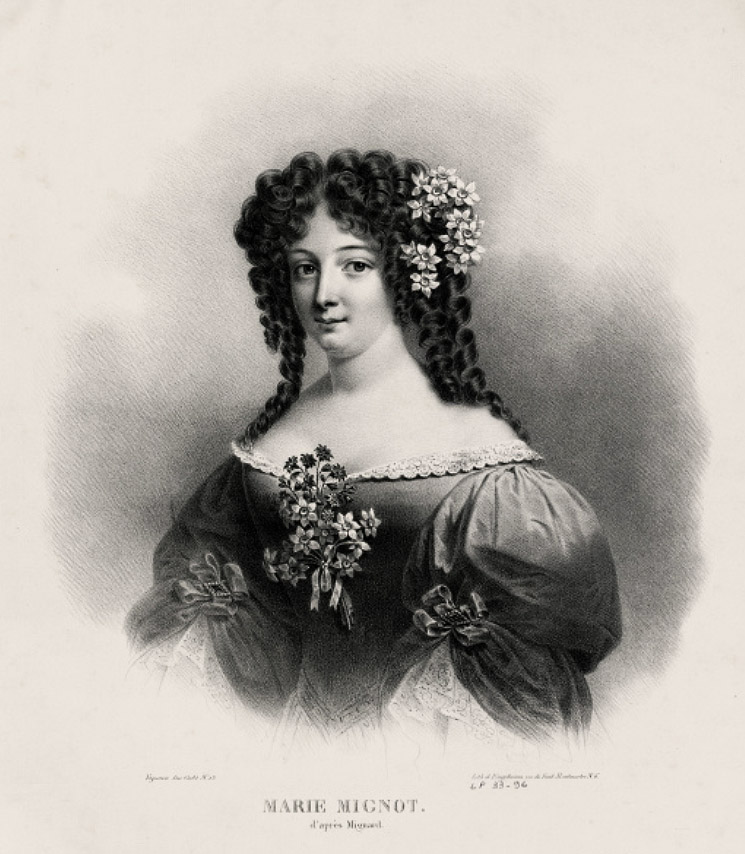
Claudine Françoise Mignot

Claudine Françoise Mignot (20 ianuarie 1624 – 30 noiembrie 1711), aventurieră franceză, a fost născută în apropiere de Grenoble, la Meylan.
La vârsta de șaisprezece ani ea a atras atenția lui Pierre des Portes d'Amblerieux, trezorier al provinciei Dauphiné. El s-a căsătorit cu fata și i-a lăsat averea. Decizia lui a fost contestată de familia sa și Claudine a plecat la Paris în 1653. Ea a solicitat protecția lui François de l'Hôpital, mareșal al Franței, atunci un bărbat în vârstă de șaptezeci și cinci de ani. François de l'Hôpital s-a căsătorit cu ea după o săptămână de la prima lor întâlnire și, după șapte ani de căsătorie, a murit lăsându-i o parte din averea lui. Împreună au avut un fiu (c. 1654 – c. 1657).
S-a căsătorit a treia oară morganatic în 1672 cu Ioan Cazimir, fostul rege al Poloniei, cu câteva săptămâni înainte de moartea acestuia; ea a primit a treia avere. Ei au avut o fiică, Marie Catherine.
La bătrânețe s-a retras la mănăstirea de carmelite din oraș, unde a murit la 30 noiembrie 1711, la vârsta de aproape 88 de ani. Povestea ei, foarte modificată, a fost subiectul unei piese de Jean-François Bayard și Paul Duport, Marie Mignot (1829).